# Distretto di Ko Kha
Il distretto di Ko Kha (in thailandese: เกาะคา) è un distretto (amphoe) della Thailandia, situato nella provincia di Lampang.